# Vũ Trọng Kính
Vũ Trọng Kính (1929 – 26 tháng 7 năm 2021) là một bác sĩ chấn thương, đồng thời là sĩ quan cao cấp của Quân đội nhân dân Việt Nam, hàm Thiếu tướng, nguyên Phó Cục trưởng Cục Quân y thuộc Tổng cục Hậu cần. Ông là một Giáo sư, Tiến sĩ được nhà nước Việt Nam trao tặng danh hiệu Thầy thuốc Nhân dân.

## Cuộc đời
Vũ Trọng Kính sinh năm 1929 tại xã Phương Hưng, huyện Gia Lộc, tỉnh Hải Dương. Cha ông là Vũ Đình Mấn, một nhà giáo, từng là Phó chủ tịch Ủy ban Hành chính kháng chiến Nam Định, rồi Giám đốc Trường Cao đẳng Canh nông (ở Việt Bắc), Giám đốc Sở Nông nghiệp Hà Nội.

### Sinh viên quân y
Tháng 10 năm 1946, ông trở thành sinh viên quân y tại Trường Đại học Y Việt Nam (nay là Trường Đại học Y Hà Nội). Đến ngày 1 tháng 11, Cục Quân y vận động sinh viên nhập ngũ, lập ra hệ "Quân y đại học" và có 40 sinh viên tham gia, trong đó có Vũ Trọng Kính. Sau khi toàn quốc kháng chiến bùng nổ, ông được chuyển lên Việt Trì làm việc tại Bệnh xã Cục Quân y. Một thời gian sau, ông về công tác tại Quân y viện Phúc Yên, phụ trách Trạm cứu thương Bến Chèm. Đến tháng 3 năm 1947, ông tham gia điều trị thương binh ở Giải phẫu xã Trung đoàn 121 tại Phúc Yên, sau đó thì tiếp tục theo học tại Đại học Y khoa đóng ở huyện Chiêm Hóa tỉnh Tuyên Quang.
Tháng 9 năm 1948, ông tiếp tục theo học y khoa và đồng thời phụ trách Trưởng ban Thương binh nặng, Viện Quân y 4. Đến tháng 5 năm sau, ông trở thành Quân y xá trưởng của Trung đoàn Sông Lô (sau này là Binh đoàn 209). Trong 2 năm 1950 và 1951, ông đảm nhiệm Phó viện trưởng Bệnh viện thực hành thuộc Trường Quân y sĩ (Vô Tranh, Thái Nguyên) và Phó viện trưởng phụ trách điều trị thương binh của Quân y viện 108 (nay là Bệnh viện Trung ương Quân đội 108). Đến cuối năm 1951, ông trở thành Đội trưởng Đội Điều trị 2 của mặt trận Điện Biên Phủ. Với vai trò này, ông đã tham gia Chiến dịch Điện Biên Phủ từ những ngày khởi đầu. Sau khi Chiến dịch Điện Biên Phủ kết thúc, ông cùng Đội Điều trị 2 được lệnh lên đường vào chiến trường Thanh Hóa.

### Bác sĩ chiến trường
Tháng 8 năm 1960, sau 5 năm học nghiên cứu sinh tại Viện Bổ túc Trung ương ở Liên Xô, ông được bổ nhiệm làm Chủ nhiệm Khoa Chấn thương Viện Quân y 103 và sau đó là Viện Nghiên cứu Y học Quân sự (sau là Đại học Quân y). Từ tháng 7 năm 1964, ông được Bộ Tổng tư lệnh miền Bắc đưa vào miền Nam theo đường biển và sau đó là Mật khu R – Căn cứ địa cách mạng chiến khu Bắc Tây Ninh (Trung ương Cục miền Nam). Lúc bấy giờ, ông được xem là một trong những chuyên gia chấn thương lỗi lạc của Viện Nghiên Cứu Y học quân sự miền Bắc.
Vũ Trọng Kính đã đi khắp chiến trường B2 và làm phẫu thuật viên tại nhiều mặt trận. Khi mới vào miền Nam, ông đã tham ngay Chiến dịch Bình Giã (từ tháng 12 năm 1964 đến tháng 2 năm 1965) với vai trò chỉ huy đội phẫu thuật chuyên khoa cánh Đông. Ông được xem là một trong những Phó tiến sĩ y khoa, chuyên ngành chấn thương chỉnh hình đầu tiên của quân đội tham gia phục vụ chiến dịch. Trong chiến dịch này, ông đã lấy xương thú rừng làm phương tiện ghép, kết, cố định xương cho thương binh. Đây là phương pháp ghép xương dị loài, một phương pháp cổ điển của giáo sư Savalt O’rale mà Vũ Trọng Kính biết đến trong thời gian học ở Liên Xô.
Sau đó, ông tham gia nhiều chiến dịch khác như Đồng Xoài (tháng 5 và 6 năm 1965), Đất Cuốc, Bù Đốp (năm 1965), Đường 13 (tháng 7 năm 1966). Trong thời gian này, ông được bổ nhiệm làm Viện trưởng Viện Chấn thương – Chỉnh hình B2 kiêm Chủ nhiệm Bộ môn Chấn thương – Chỉnh hình, chịu trách nhiệm đào tạo bác sĩ quân y tại chiến trường B2. Đến năm 1972, ông trở thành Phó chủ nhiệm Quân y B2 và tham gia vào Trận Lộc Ninh. Tháng 10 cùng năm, ông là một trong những thành viên của đoàn công tác Bộ chỉ huy Quân Giải phóng miền Nam báo cáo và xin chi viện.

### Sau 1973
Sau khi Hiệp định Paris 1973 được ký kết, Việt Nam tái lập hòa bình, ông trở thành Viện trưởng Viện Chấn thương – Chỉnh hình (nay là Viện Quân y 109), đồng thời là Đảng ủy viên Đảng ủy Cục Quân y. Năm 1980, ông được công nhận chức vụ khoa học Phó Giáo sư liên ngành Y và Dược học. Sau khi hoàn thành cao cấp chính trị tại Học viện Chính trị, ông được bổ nhiệm làm Phó cục trưởng Cục Quân y vào năm 1981 và đảm nhiệm chức vụ này cho đến khi về hưu vào tháng 1 năm 1995. Ngày 24 tháng 3 năm 1989, ông được nhà nước Việt Nam phong tặng học hàm Giáo sư và danh hiệu Thầy thuốc Nhân dân.
Ngày 26 tháng 7 năm 2021, ông qua đời tại Bệnh viện Trung ương Quân đội 108, thọ 92 tuổi.

## Lịch sử thụ phong quân hàm
| Năm thụ phong | –      | 1983        |
| ------------- | ------ | ----------- |
| Cấp bậc       | Đại tá | Thiếu tướng |

## Khen thưởng
- Danh hiệu:
  - Thầy thuốc ưu tú
  - Thầy thuốc Nhân dân (1989)
- Huân/Huy chương:
  - Huân chương Quân công hạng Nhì
  - Huân chương Chiến công hạng Nhất
  - Huân chương Giải phóng hạng Ba
  - Huân chương Kháng chiến chống Pháp hạng Nhất
  - Huân chương Kháng chiến chống Mỹ, cứu nước hạng Nhất
  - Huân chương Chiến sĩ vẻ vang hạng Nhất, Nhì, Ba
  - Huy chương Quân kỳ quyết thắng

## Đời tư
Vợ Vũ Trọng Kính là Lê Thị Bích Hoàn, một Đại tá, Thầy thuốc ưu tú, nguyên Viện phó Viện quân y 354. Cả hai cùng tham gia Chiến dịch Điện Biên Phủ năm 1954 và cùng thuộc Đội điều trị 2. Lễ cưới của ông bà đã được cấp trên tổ chức tại Điện Biên Phủ vào năm đó. Sau khi về hưu, ông bà tiếp tục khám chữa bệnh miễn phí tại nhà. Ông bà có hai người con trai là Vũ Quốc Khánh sinh tháng 9 năm 1955 và Vũ Quốc Thành sinh năm 1962. Hiện nay, Vũ Quốc Khánh là Tiến sĩ, Đại tá, công tác tại Trung tâm Toán – máy tính thuộc Bộ Quốc phòng; còn Vũ Quốc Thành là Tiến sĩ, Thượng tá, công tác tại Viện Khoa học công nghệ Quân sự.